# Kung Lao
Kung Lao (tiếng Trung: 功老; bính âm: Gōnglăo, Công Lão) là một nhân vật hư cấu trong sê-ri game bạo lực Mortal Kombat. Kung Lao lần đầu ra mắt năm 1993, trong phần Mortal Kombat II. Anh vốn là một nhà sư chùa Thiếu Lâm, cũng từng là thành viên Bạch Liên giáo. Kung Lao và Liu Kang là hai người bạn thân, cả hai là một trong những anh hùng, nhân vật chính trong sê-ri game, Đồng thời cũng xuất hiện trong game spin-off Mortal Kombat: Shaolin Monks. Kung Lao nhận được nhiều phản hồi tích cực từ công chúng, nhất là cho chiếc mũ vũ khí của mình.
Được biết đến như hậu duệ cuối cùng của Great Kung Lao (Kung Lao vĩ đại) - người đã vô địch giải đấu Mortal Kombat đầu tiên và bị giết hại bởi Goro theo như mưu đồ của gã phù thủy Shang Tsung vào 500 năm trước, Kung Lao đã từng là một môn đồ của Bạch Liên Giáo và cả Thiếu Lâm Tự
Tuy nhiên, không giống như tổ tiên của mình, Kung Lao không khao khát quyền lực, danh vọng mà chỉ muốn sống một cuộc sống yên bình. Mục tiêu lớn nhất trong cuộc đời anh ta là khôi phục lại Bạch Liên Giáo tại học viện Wu Shi và đào tạo ra những thế hệ chiến binh tiếp theo.
Ban đầu, Kung Lao được chọn làm người đại diện của Thiếu Lâm đến tham dự giải đấu Mortal Kombat. Tuy nhiên, anh ta đã từ chối vai trò này và vì thế, Liu Kang đã trở thành người thay thế. Mặc dù vậy, anh ta lại không hề khoan nhượng khi phải chiến đấu chống lại những kẻ làm hại bạn mình hoặc muốn thôn tính EarthRealm. Chỉ có hai lần, Kung Lao từ bỏ những tín điều của một môn đồ Thiếu Lâm để báo thù.
Lần thứ nhất là khi các hòa thượng tại chùa Thiếu Lâm bị tàn sát bởi Baraka và những tên Tarkatan. Lần thứ hai là khi Liu Kang bị ám hại bởi bàn tay của Quan Chi và Shang Tsung. Mặc dù vậy, sau khi chặn đứng được cuộc xâm lược của hoàng đế Shao Kahn, Kung Lao không muốn quay trở lại để mọi người biết rằng mình còn sống mà mai danh ẩn tích như những lời răn của tổ tiên.
Tuy nhiên, do Liu Kang và mọi người không đủ khả năng hạ gục Shang Tsung và quân của lão nên Kung Lao lại nhanh chóng phải tham gia vào cuộc chiến đối đầu với thế lực của Shinnok. Tại Outworld, anh ta đã có cơ hội chạm trán kẻ đã hạ sát tổ tiên mình 500 năm trước là Goro. Tuy nhiên, thay vì hạ sát chiến binh của tộc Shokan, Kung Lao chỉ ra một đòn mang tính "nghi lễ" để báo thù. Sau đó, họ bắt tay và từ bỏ mối thù truyền kiếp trong quá khứ
Ở các phần tiếp theo Kung lao và Liu Kang lại được đồng hành cùng nhau trong hầu hết Game

## Kung Lao và Liu Kang - hai nhân vật xuất hiện từ những ngày đầu của củaMortal Kombat X.
Sau khi hé lộ hình ảnh Kung Lao của Mortal Kombat X trên bìa một tạp chí game Phần Lan vào tuần trước, vừa qua hãng NetherRealms đã tung ra trailer giới thiệu chính thức cho võ sĩ phái Thiếu Lâm cùng một nhân vật khác cũng rất quen thuộc đối với các fan hâm mộ series Mortal Kombat - đó là người bạn thân Liu Kang. Dù vậy, một điểm hơi lạ là Kung Lao không hề già cỗi như những gì xuất hiện vào tuần trước, ngược lại còn rất trẻ trung và kì này còn được trang bị thêm chiếc mũ phát sáng như bước từ thế giới Tron ra.